# Saddek Benkada
Saddek Benkada, (en árabe صادق بن قادة) nacido el 25 de septiembre de 1948 en Orán (Argelia), es un sociólogo e historiador argelino. Fue presidente de la Asamblea Comunal Popular de Orán (Alcalde) desde el 9 de diciembre de 2007 al 21 de noviembre de 2010.

## Biografía

### Estudios
Saddek Benkada nació en 1948 en Orán (Argelia). Desde muy joven frecuentaba Madrasat El Falah en el popular barrio de Mdina Jdida. Continuó sus estudios primarios y secundarios en la escuela primaria Louis Lumière (ahora Ali Boumendjel) y en la escuela secundaria Lamoricière (Anexo de Gambetta) (ahora Hammou Boutlélis).
En 1973 se licenció en sociología por la Facultad de Letras y Ciencias Humanas de la Universidad de Orán.
Desempeñó su servicio nacional entre noviembre de 1974 y marzo de 1977, primero asignado a la escuela de formación para oficiales de reserva en Blida, y luego como jefe de personal del Wali de Sidi-Bel-Abbes durante tres meses. Luego pasó la mayor parte de su servicio nacional como secretario general de la administración comunal del APC de Sidi-Bel-Abbes, entre julio de 1975 y marzo de 1977.
En 1988, tiene un diploma de estudios en profundidad (DEA) en sociología urbana, sobre el espacio urbano y las estructuras sociales en Orán de 1792 a 1831.
En 1990, obtuvo un diploma de posgrado especializado (DPGS), sobre las características sociodemográficas y la movilidad geográfica de la mano de obra temporal: El caso de la Empresa de Gestión de la Zona Industrial de Arzew ( EGZIA) 1986-1989.
En 2002 defendió su tesis de maestría sobre desarrollo urbano y políticas de repoblación en Orán (1831-1891): un modelo de modernidad urbana colonial.
En 2008, durante su mandato en la Asamblea Comunal Popular de Orán, defendió su tesis doctoral en sociología urbana, “ORAN 1732-1912 Ensayo analítico sobre la transición histórica de una ciudad argelina hacia la modernidad urbana. 

### Carrera profesional y académica
Inició su carrera profesional en 1973, como ejecutivo en la empresa argelina de petróleo y gas SONATRACH (Zona Industrial de Arzew). Tras la reorganización de SONATRACH a partir de 1980, ocupó varios puestos de responsabilidad dentro de Arzew Industrial Zone Management Company (EGZIA), filial del Grupo SONATRACH, hasta su jubilación. previsto en 2006. Paralelamente a sus actividades como director de proyectos en EGZIA, desarrolló un proyecto de investigación sobre la historia de las empresas petroleras en Argelia, en particular SONATRACH.
A partir de 1990 también impartió cursos de sociología, demografía e historia urbana en el Instituto de Arquitectura de la Universidad de Ciencia y Tecnología de Orán (U.S.T.O.). Ingresó al Centro Nacional de Investigaciones en Antropología Social y Cultural (CRASC) desde su creación en 1992 como investigador asociado (1992-2005), antes de convertirse en investigador permanente (2006-2017), y subdirector del consejo editorial de la revista Insanyat editada por CRASC. Actualmente es investigador asociado y miembro del consejo editorial de la revista Insaniyat, en la que ha publicado numerosos artículos desde su creación. También es miembro del consejo editorial del boletín de la Sociedad de Geografía y Arqueología de Orán y miembro del consejo editorial de African Review of Books.
Activista asociativo y miembro fundador de varias asociaciones conmemorativas y culturales: Sociedad de Geografía y Arqueología de Orán, Fundación Emir Abdelkader, Asociación Memoria del Mediterráneo. Desde diciembre de 2012, es miembro del comité científico del Centro de Estudios Magrebíes de Argelia (C.E.M.A.). Orán constituye, como objeto de investigación, su "laboratorio" privilegiado, junto con su trabajo sobre la evolución del paisaje urbano en Argelia, la demografía histórica y la antropología histórica y cultural. Como tal, muchas organizaciones, asociaciones y consultorías lo convocan, como conferenciante, consultor o experto para todo lo relacionado con la problemática histórica o patrimonial de la ciudad de Orán Autor de varios artículos publicados en revistas nacionales e internacionales, y diversas aportaciones en obras colectivas. Participa en numerosos congresos científicos en Argelia y en el extranjero.
Actualmente, realiza una investigación sobre el tema de la violencia política en Orán en el período comprendido entre 1961 y 1962.